# Красавино
Краса́вино — город в России в Великоустюгском муниципальном округе Вологодской области, административный центр городского поселения «Красавино». Население — 5460 чел. (2023).
Включён в перечень монопрофильных муниципальных образований Российской Федерации (моногородов) в категорию муниципальных образований с наиболее сложным социально-экономическим положением (в том числе во взаимосвязи с проблемами функционирования градообразующих организаций).

## Географическое положение
Город расположен при автодороге А123 на берегу реки Северная Двина, в 470 км к северо-востоку от Вологды, в 25 км от Великого Устюга. Железнодорожная станция в 3 км. По территории города протекает приток Северной Двины — река Лапинка. Самый восточный город Вологодской области (Великий Устюг является самым восточным районным центром).

## Происхождение названия
Есть несколько вариантов происхождения названия города.
До XII века окрестности Севера населяли фино-угорские племена. На их языке река (Малая Северная Двина) называлась Виньо (Vinjo), что означало спокойная, величественная река. В XII—XII вв. славяне стали осваивать новые территории, в том числе и данную область. Название реки Виньо на русском языке не звучит, поэтому славяне стали называть реку Двиньё, а впоследствии — Малая Северная Двина. Так что Красавино — это красивое место на спокойной, величественной реке.
По другим версиям название или от личного имени Красава, или указывает на красивое расположение города.

## История
Самые древние поселения, а точнее, стоянки в бассейнах рек близ Великого Устюга, относятся к палеолиту. Вблизи деревни Есиплево были обнаружены стоянки времен неолита (4 тыс. лет до н. э.). Пройдет несколько веков, прежде чем на этих землях поселятся племена угро-финнов, затем — славян. В XIV—XV вв. устюгские земли подвергаются нападению новгородцев и вятичей. Не стоит забывать, что жители окрестных деревень испытывали кабалу татаро-монгольского ига. С появлением единого государства в XV веке ведется учёт деревень, по названиям которых впоследствии образуются фамилии. Из сотных книг XVI века можно узнать, что земли и деревни близ нынешнего Красавино являлись вотчиной архиепископа Ростовского. Местное население деревень Лапино, Подгорье, Малетино состояло в приходе Зосимо-Савватиевской церкви, что находилась за рекой Северной Двиной.
В начале XIX века устюгский купец Михаил Булдаков покупает в деревне Красавино, располагавшейся в центре других деревень, земли под дачу для своей семьи. По соседству угодьями владел другой купец — Яков Федорович Грибанов. В 1837 году, через 6 лет после смерти последнего, усадьбу Грибановых и дом Булдаковых покупает наследник Якова Федоровича Илья Грибанов. В 1842 году на арендованной у Грибанова земле обрусевший немец Петр Карлович Люрс начинает строительство льнопрядильно-ткацкой фабрики, для которой было закуплено лучшее оборудование в Хейвуде, Лидсе и Манчестере. Красавинская фабрика, зарегистрированная в 1851 году, стала первой в Российской Империи фабрикой по выпуску тонких льняных изделий. После успешной десятилетней торговой деятельности Люрс обанкротился и был вынужден передать права на владение фабрикой сыну Ильи Грибанова Владимиру.
Красавино расширялось, соединялось с другими деревнями. В XIX веке в Красавино было две основные улицы: Трактовая (ныне Советский проспект) и Савватиевская (ныне — Революции). По последней была проложена узкоколейка. В 1889 году на средства Грибанова была выстроена церковь во имя князя Владимира, открываются фабричное училище и больница. На рубеже веков в Красавино появляется электричество, телефон. Имелся буксирный пароход «Красавино». При фабрике играл духовой оркестр, работал синематограф.
Революция и последовавшие за ней перемены отрицательно отразились на жизни Красавина. Фабрика была национализирована, иностранные специалисты были уволены и впоследствии репрессированы и расстреляны. Владимирская церковь — закрыта, а потом и вовсе снесена. Село стало именоваться посёлком.
В 1923 году открывается ФЗУ, строится баня-прачечная, функционируют четыре школы, одна из которых — средняя. В 1930 году был построен клуб. Гордостью посёлка становится стадион. В Красавино выходит газета «Северный текстильщик», редактором которой долгое время был Шеин. Фабрика продолжала существовать как государственное предприятие. Первыми директорам льнопрядильни при советской власти были Г. Астахов и П. Суровцев.
Во время Великой Отечественной войны на фронт ушли 975 человек, более половины — не вернулось. На фабрике в то время работало особое секретное производство — лыжи для фронта. За военные годы фабрика дала фронту 19 млн метров специальных тканей.
В 1947 году поселок Красавино решением Президиума Верховного Совета СССР получает статус города. В 1957 году пущена первая очередь ТЭЦ. В 1958 году ткани льнокомбината получают первый приз Всемирной выставки в Брюсселе — золотую медаль. В 1967 году в городе состоялось открытие памятника погибшим воинам (скульптор Автамонов, город Калуга). Работами руководили инженер В. В. Оконишников и директор школы № 17 И. А. Попов. За 1960—1980 годы в Красавино было построено 11 многоквартирных домов, санаторий-профилакторий, появились новые магазины.

## Современность
С развалом Советского Союза город Красавино изменялся под натиском перемн. Бывшая льнопрядильная фабрика, теперь называвшаяся льнокомбинатом, переходила из рук в руки. Оборудование не обновлялось, рабочие получали смехотворные деньги за свой нелёгкий труд. В 2012 году льнокомбинат окончательно закрылся. Сегодняшнее Красавино — это небольшой городок с постепенно уменьшающейся численностью населения.
В 2013 году Красавино присвоен статус монопрофильного города решением Министерства регионального развития.
Жилой фонд изношен на 70 %. Состоит преимущественно из частных домов, малоквартирных домов барачного типа.

## Население
| 1897  | 1931  | 1939  | 1959    | 1970    | 1979    | 1989  | 1992  | 1996  |
| ----- | ----- | ----- | ------- | ------- | ------- | ----- | ----- | ----- |
| 500   | ↗6200 | ↗9100 | ↗11 186 | ↘10 880 | ↘10 336 | ↘9535 | ↘9300 | ↘9100 |
| 1998  | 2002  | 2003  | 2005    | 2006    | 2007    | 2008  | 2009  | 2010  |
| ↘8900 | ↘8211 | ↘8200 | ↘8100   | ↘8000   | →8000   | ↘7900 | ↘7797 | ↘7004 |
| 2011  | 2012  | 2013  | 2014    | 2015    | 2016    | 2017  | 2018  | 2019  |
| ↘7000 | ↘6783 | ↘6616 | ↘6431   | ↘6301   | ↘6194   | ↘6084 | ↘6021 | ↘5859 |
| 2020  | 2021  | 2023  |         |         |         |       |       |       |
| →5859 | ↘5601 | ↘5460 |         |         |         |       |       |       |

На 1 января 2025 года по численности населения город находился на 1061-м месте из 1124 городов Российской Федерации.

## Промышленность
- Льнокомбинат — одно из старейших текстильных предприятий России, производство полотенец, скатертей, салфеток с художественными узорами. Оборудование изношено. В 2013 году предприятие ликвидировано.
- Красавинская ГТ ТЭЦ филиал ГЭП «Вологдаоблкоммунэнерго» в г. Красавино
- Красавинский кирпичный завод, ООО
- Премиум Лес, ООО Предприятие деревообработки

Распоряжением Правительства РФ от 29.07.2014 N 1398-р (ред. от 13.05.2016) «Об утверждении перечня моногородов», включен в список моногородов Российской Федерации с наиболее сложным социально-экономическим положением.

## Образование
В городе 4 детских сада. До сентября 2016 года функционировали две школы: «МОУ СОШ № 17» и «МОУ СОШ № 15 им. С. Преминина», впоследствии объединённые в одну. Работает дом детского творчества, школа искусств, дом культуры и спорта. Функционирует библиотека.

## СМИ
Выходит газета «Красавинский вестник» — черно-белое 8-полосное издание. Тираж — 999 экз.

## Спорт и туризм
Есть стадион, ФОК, спортивная площадка, лыжная база. В зимнее время на стадионе «Труд» функционирует каток с прокатом соответствующего оборудования. В черте города и пригороде имеется несколько лыжных трасс.

## Достопримечательности
Памятник Неизвестному Солдату
Памятник С. А Преминину, Герою России.
Памятник — Рубка атомной подводной лодки К-423 перед школой № 15, в которой учился С. А. Преминин.
Музей им. Героя России Сергея Преминина.
Музей Народного быта «Русская Изба».
Просветительский центр «Светоч» Центра культурного развития г.Красавино.

## Транспорт
Регулярное сообщение с городами Великий Устюг, Котлас, станцией Ядриха. Железнодорожная станция функционирует как грузовой терминал для местных предприятий лесопереработки. В зимний сезон проходят туристические поезда из Москвы и Санкт-Петербурга в Великий Устюг — родину Деда Мороза.